# Nieradowo (powiat ciechanowski)
Nieradowo – wieś w Polsce położona w województwie mazowieckim, w powiecie ciechanowskim, w gminie Gołymin-Ośrodek.
| SIMC    | Nazwa             | Rodzaj    |
| ------- | ----------------- | --------- |
| 1053990 | Nieradowo-Dziarno | część wsi |

W latach 1975–1998 miejscowość administracyjnie należała do województwa ciechanowskiego.
Przez wieś przepływa rzeka Sona.